# Stadio Adriatico
Stadio Adriatico – wielofunkcyjny stadion znajdujący się w mieście Pescara we Włoszech.
Swoje mecze rozgrywa na nim zespół Delfino Pescara 1936. W 2009 roku podczas igrzysk śródziemnomorskich rozegrano tam zawody lekkoatletyczne oraz mecze piłkarskie. Posiada 20 486 miejsc dla widzów.